# Pierre Charles Louis Baudin
Pour les articles homonymes, voir Baudin.
Pierre Charles Louis Baudin, né le 18 décembre 1748 à Sedan, mort le 22 vendémiaire an VIII (le 14 octobre 1799) à Paris dans l'ancien 1er arrondissement, est un homme politique de la Révolution française. 
Il est successivement élu député à l'Assemblée nationale législative, à la Convention nationale et au Conseil des Anciens. Il est le père de Charles Baudin, amiral de France, et le beau-frère de Jean-Henri Hassenfratz, chimiste.

## Biographie
D'une famille originaire de Lorraine fixée depuis le XVIIe siècle à Sedan, il est le fils d'Anne-Alexandre Baudin, lieutenant général du bailliage de Sedan, et de Charlotte-Louise de Lafeuille, qui appartient à une famille de magistrats. Son père le destinant au barreau, il part étudier à Paris, où il étudie auprès d'un instituteur disciple de Rollin et de Coffin, et entre à Louis-le-Grand. Après des études de droit, il se fait recevoir avocat, mais l'exil du Parlement de Paris, en 1771, l'amène à abandonner cette carrière. Retiré à Sedan auprès de son père, il s'apprête à la reprendre quand Louis XVI rétablit les parlements. Toutefois, par amitié, il accepte de devenir le précepteur des fils de l'avocat-général Gilbert des Voisins. Marié en 1783 avec Marie-Jeanne Elisabeth Terreux (dont la sœur Antoinette épousera par la suite Jean Henri Hassenfratz), il rentre à Sedan, où il devient directeur des Postes.

### Mandat à la Législative
La France devient une monarchie constitutionnelle en application de la constitution du 3 septembre 1791. Le même mois, Pierre Baudin, alors maire de Sedan, est élu député du département des Ardennes, le huitième et dernier, à l'Assemblée nationale législative. En février 1792, il vote en faveur de la mise en accusation de Bertrand de Molleville, le ministre de la Marine.  
La monarchie française prend fin à l'issue de la journée du 10 août 1792 au terme de laquelle les insurgés des faubourgs de Paris et les bataillons de fédérés bretons et marseillais prennent d'assaut le palais des Tuileries. 

### Mandat à la Convention
En septembre 1792, Pierre Baudin est élu député des Ardennes, le septième sur huit, à la Convention nationale. 
Il siège sur les bancs de la Plaine. L'historienne Christine Le Bozec le range proche de la Gironde. Lors du procès de Louis XVI, il vote « la réclusion, et la déportation à la paix », et se prononce en faveur de l'appel au peuple et du sursis à l'exécution de la peine. En avril 1793, il vote en faveur de la mise en accusation de Jean-Paul Marat. En mai, il vote en faveur du rétablissement de la Commission des Douze. 
Pierre Baudin adhère à la réaction thermidorienne. En floréal an III (avril 1795), il est élu membre de la Commission des Onze chargée de préparer la constitution de l'an III. L'historienne Christine Le Bozec estime qu'il fait partie, avec Théophile Berlier, Jean-Baptiste Louvet et Louis-Marie de La Révellière-Lépeaux, des membres républicains de la Commission. En thermidor (août), il appuie l'arrestation du député montagnard et ancien représentant en mission Jean-Baptiste Massieu. Le 1er vendémiaire an IV (le 23 septembre 1795), il est élu président de la Convention, l'avant-dernier, et ses secrétaires sont Antoine-Augustin Auger, Pierre-Marie Delaunay, et Jean-François-Philippe Deleville. 
En fructidor, il propose l'adoption du décret des deux tiers qui stipule que cinq cent sièges du Conseil des Cinq-Cents et du Conseil des Anciens soient réservés aux anciens conventionnels. 

### Mandat sous le Directoire
Élu député des Ardennes au Conseil des Anciens avec 182 voix sur 188 votants le 21 vendémiaire an IV (13 octobre 1795) puis le 22 germinal an V (11 avril 1797), il siège parmi les modérés, combattant aussi bien les néo-jacobins que les royalistes du club de Clichy, et occupe les fonctions de secrétaire, de commissaire aux archives et de président, du 2 au 3 novembre 1795 puis du 19 juin au 19 juillet 1799. En 1799, en pleine poussée néo-jacobine, il s'oppose au club du Manège et à la mise en accusation des directeurs renvoyés le 30 prairial (18 juin 1799), Merlin de Douai, Treilhard et La Réveillère-Lépeaux
Le 14 décembre 1795, il est nommé membre résident de l'Institut national de France, créé quelques semaines plus tôt, dans la section « Science sociale et Législation », où il siège avec Daunou, Cambacérès, Merlin de Douai, Pastoret, Jean-François Champagne, Garran de Coulon, Préameneu, etc.
Partisan de Bonaparte à son retour d'Égypte, il meurt d'une crise de goutte, peu après avoir appris son débarquement à Fréjus.
À son initiative ont été créées les archives nationales et départementales.

## Œuvres
- Anecdotes et réflexions sur la Constitution, 1794
- Réponse à l'écrit de La Harpe que je n'ai point lu, 1794
- Anecdotes et réflexions générales sur la Constitution, 1795
- Éclaircissements sur l'article 355 de la Constitution et sur la liberté de la presse, 1795
- Du fanatisme et des cultes, Paris : chez Leclère, an III (1795), 80 pages

### Travaux législatifs
- Opinion de P. C. L. Baudin, député du département des Ardennes, sur le jugement qui doit décider du sort de Louis XVI, 1793
- Dernières réflexions de P. C. L. Baudin, député par le département des Ardennes, sur le jugement qui doit décider du sort de Louis XVI, 1793
- Dernières réflexions de P. C. L. Baudin, député par le département des Ardennes sur les questions relatives au sort du ci-devant Roi, imprimées par ordre de la Convention nationale, Paris : impr. nationale, 1793
- Rapport fait à la Convention nationale, au nom de la commission des Onze, par P. C. L. Baudin, député par le département des Ardennes, séance du 1er fructidor an III.
- Rapport fait à la Convention nationale, et projet de décret, présenté dans la séance du 2 brumaire an IV, au nom de la Commission des onze, par P.-C.-L. Baudin... sur l'abolition de la peine de mort et l'amnistie pour les faits relatifs à la Révolution, Paris, Impr. nationale, an IV, 24 p.
- Rapport fait au nom de la commission chargée d'examiner la résolution relative à l'organisation de la haute justice, par P.-C.-L. Baudin, séance du 20 thermidor l'an IV, Paris, Impr. nationale, an IV, 15 p.
- Du maintien de la liberté des opinions religieuses et des cultes et du système de déportation générale : ou Nouvelles observations sur la résolution du 17 floréal de l'an 4, relative aux prêtres insermentés, et que le Conseil des Anciens, dans sa séance du 9 fructidor, a déclaré ne pouvoir adoptée, par P. C. L. Baudin (des Ardennes), Paris : Baudouin, 14 fructidor an IV.
- Opinion sur la loi du 9 floréal dernier, relative aux ascendans d'émigrés, prononcée par P.-C.-L. Baudin (des Ardennes), séance du 6 pluviôse an IV.
- Déclaration de P.-C.-L. Baudin (des Ardennes), député au Corps législatif et membre du Conseil des Anciens, sur les motifs d'après lesquels a été proposée, et les circonstances dans lesquelles a été décrétée par la Convention nationale la loi d'amnistie du 4 brumaire de l'an IV, dont il a été le rapporteur .
- Rapport fait par P.C.L. Baudin (des Ardennes), sur la résolution du 16 brumaire dernier relative à la loi du 3 brumaire de l'an IV, Conseil des Anciens : séance du 2 Frimaire an V de la République .
- Opinion de P.C.L. Baudin (des Ardennes), député au Corps législatif, membre du Conseil des Anciens, sur les deux résolutions du Conseil des cinq-cents, du 18 frimaire, relatives à la nomination provisoire à faire par le Directoire exécutif, tant des juges-de-paix que des membres des administrations municipales prononcée dans la séance du 23 frimaire, an IV.
- De la vérification des pouvoirs, Paris : Baudouin, 13 germinal an V
- Opinion de P.C.L. Baudin (des Ardennes) sur le projet de rétablissement de la loterie, séance du 23 germinal an V  &
- Rapport fait par P.C.L. Baudin (des Ardennes), au nom de la Commission composée des Représentans du Peuple Baudin, Lacombe-Saint-Michel, Lacuée, Régnier et Lebreton, sur la résolution du 18 floréal relative au service des Postes aux lettres & des postes aux chevaux, Conseil des Anciens, Séance du 29 prairial an V
- Opinion de P.-C.-L. Baudin (des Ardennes) sur la résolution du 18 messidor, relative aux fugitifs des Haut et Bas-Rhin, Conseil des Anciens : séance du 8 fructidor an V.
- Rapport fait au nom de la commission spéciale, composée des représentans Baudin, Régnier, Marbot, Tronson-Ducoudray & Ysabeau, sur la résolution du 26 ventôse, concernant la promesse de fidélité à la République par les prochaines Assemblées électorales, séance du 29 ventôse , an V
- Opinion de P.C.L. Baudin (des Ardennes) sur la résolution du 18 frimaire an V, qui excepte du droit de patente les officiers de santé, peintres, sculpteurs & graveurs, séance du 12 nivôse, an V.
- Opinion de P.C.L. Baudin (des Ardennes) sur la résolution du 9 brumaire, relative à l'époque de laquelle doit dater l'émigration dans les ci-devant Comté Venaissin & Comtat d'Avignon, séance du 22 nivôse an VI.
- Discours prononcé par P. C. L. Baudin (des Ardennes), en présentant au Conseil l'Essai sur les fables et sur leur histoire, ouvrage posthume de Jean-Silvain Bailly, Conseil des Anciens : séance du 28 germinal an VII
- Rapports faits par P. C. L. Baudin (des Ardennes), au nom de la Commission composée des représentans du peuple Régnier, Decomberousse, Cornudet, Jourdain et Baudin, sur la résolution relative à la répression du vagabondage et sur celle qui concerne les étrangers qui voyageront en France, Conseil des Anciens, séance du 6e jour complémentaire an VII  & .
- Rapport fait à l’Institut National des Sciences et des Arts, par P-C-L Baudin ( des Ardennes), au nom de la Commission composée des citoyens Laplace, Fourcroi, Cels, Naigeon, Fleurieu, Baudin, Camus, Monge et Vincent, chargée par l’Institut National d’examiner comment, au décès de ses membres, il doit leur rendre les derniers devoirs, séance générale du 5 frimaire, an VII, imprimé par arrêté de l’Institut National, Paris : Baudouin, 5 frimaire, an VII, 15 p.

## Sources
- « BAUDIN (des Ardennes) », dans Biographie nouvelle des contemporains ou Dictionnaire historique et raisonné de tous les hommes qui, depuis la Révolution française, ont acquis de la célébrité par leurs actions, leurs écrits, leurs erreurs ou leurs crimes, soit en France, soit dans les pays étrangers, par MM. A. V. Arnault, A. Jay, E. Jouy, J. Norvins, etc. , vol. 2 (B-Bez), Paris : à la Librairie historique, 1821, p. 203-204
- Jean-Baptiste-Joseph Boulliot, Biographie ardennaise ou Histoire des Ardennais qui se sont fait remarquer par leurs écrits, leurs actions, leurs vertus et leurs erreurs, en 2 volumes, Paris, 1830, vol.1, p. 75-78
- « Pierre Charles Louis Baudin », dans Adolphe Robert et Gaston Cougny, Dictionnaire des parlementaires français, Edgar Bourloton, 1889-1891 [détail de l’édition], tome 1, p. 201-202
- Jean-Chrétien Ferdinand Hoefer (dir.), Nouvelle biographie générale depuis les temps les plus reculés jusqu'à nos jours, Paris, Firmin Didot frères, tome 4, 1859, p. 771-773
- Nicolas Toussaint Lemoyne Desessarts (dir.), Les siècles littéraires de la France, ou Nouveau dictionnaire historique, critique  et bibliographique de tous les écrivains français, morts et vivants, jusqu'à la fin du XVIIIe siècle, Paris, Chez l'auteur, tome 7, 1803, p. 24-26
- Alfred Hannedouche, Ardennes, collection Galerie française, vol.16, Paris : Curel, Gougis & Cie, (s.d., vers 1894), p. 34-36

Les papiers personnels de Pierre-Charles Louis Baudin sont conservés aux Archives nationales sous la cote 172AP .